# 亞斯科耶湖
56°25′57″N 29°12′58″E / 56.43250°N 29.21611°E
亞斯科耶湖（俄语：Ясское），是俄羅斯的湖泊，位於該國西北部，由普斯科夫州負責管轄，處於普斯托什卡區，面積5.4平方公里，海拔高度141米，平均水深11.5米，最大水深24米。